# Winteraceae
Le Winteracee (Winteraceae R.Br. ex Lindl., 1830) sono una famiglia di angiosperme con caratteristiche arcaiche, diffuse nell'emisfero meridionale.

## Distribuzione e habitat
La famiglia delle Winteracee è caratteristica della cosiddetta flora antartica, che ha le sue origini nella porzione meridionale dell'antico supercontinente Gondwana, e generalmente ritrovata nelle regioni umide temperate e subtropicali dell'emisfero meridionale, e ad altitudini più elevate nei tropici umidi.
Molti dei generi sono concentrati in Australasia e Malaysia. Drimys si trova nella ecozona neotropicale, dal Messico meridionale alle foreste subartiche nel Sud dell'America meridionale. Takhtajania include una specie singola, Takhtajania perrieri, endemica del Madagascar. La famiglia scomparì dalla traccia dei fossili dell'Africa all'incirca 24 milioni di anni fa.

## Tassonomia
La famiglia comprende i seguenti generi:
- Drimys J.R.Forst. & G.Forst.
- Pseudowintera Dandy
- Takhtajania Baranova & J.-F.Leroy
- Tasmannia R.Br. ex DC.
- Zygogynum Baill.

## Usi
Molti membri della famiglia possiedono fragranze e sono utilizzati per la produzione di oli essenziali.
La cannella magellana o cannella di Winter (Drimys winteri), un alberello nativo delle foreste subpolari magellaniche e delle foreste temperate valdiviane del Cile e dell'Argentina, ha una corteccia fragrante di color rosso mogano, usata anche come spezia analoga alla cannella, ed è coltivata come pianta da giardino. Tasmannia lanceolata viene coltivata come arbusto ornamentale, e viene utilizzato in maniera crescente come condimento (i suoi semi sono un succedaneo del pepe).